# Pugionium cornutum
Pugionium cornutum är en korsblommig växtart som först beskrevs av Carl von Linné, och fick sitt nu gällande namn av Joseph Gaertner. Pugionium cornutum ingår i släktet Pugionium och familjen korsblommiga växter. Inga underarter finns listade i Catalogue of Life.